# Tour de la Communauté valencienne 2024
La 75e édition du Tour de la Communauté valencienne (nom officiel : Volta a la Comunitat Valenciana Gran Premi Banc Sabadell) a lieu du 31 janvier au 4 février 2024, en Espagne, sur un parcours de 744 kilomètres entre Benicàssim et Valence. La course fait partie du calendrier UCI ProSeries 2024 en catégorie 2.Pro dont elle est la première épreuve de l'année.

## Équipes
Dix-huit équipes participent à la course, sept UCI WorldTeams, neuf UCI ProTeams et deux équipes continentales
| WorldTeams (7)- Bahrain Victorious - Bora-Hansgrohe - Intermarché-Wanty - Lidl-Trek - Movistar Team - Team Jayco AlUla - UAE Team Emirates ProTeams (9)- Bingoal WB - Burgos-BH - Caja Rural-Seguros RGA - Equipo Kern Pharma - Euskaltel-Euskadi - Q36.5 Pro Cycling Team - Team Novo Nordisk - Polti Kometa - VF Group-Bardiani CSF-Faizané Équipes continentales (2)- Illes Balears Arabay Cycling - Project Echelon Racing |
| |

## Parcours
Les trois premières étapes présentent des profils vallonnés ou accidentés. Toutefois le final de la 1re étape passe par le Désert de Les Palmes, un col de 2e catégorie situé à environ 15 kilomètres de l'arrivée à Castellón. La quatrième étape est l'étape reine avec, au programme, cinq ascensions dont la dernière difficulté, l'Alto de Miserat (col de 1re catégorie, 5 km d’ascension à 10,5 % de pente moyenne avec un passage à 20 %), est franchie à une quinzaine de kilomètres de la ligne d'arrivée tracée à La Vall d'Ebo au sommet d'une dernière courte rampe. La cinquième étape aborde aussi un col de 1re catégorie (La Frontera) mais il est situé à plus de quarante kilomètres de l'arrivée à Valence.

## Étapes
| Étape     | Date     | Villes étapes                      | type                      | Distance (km) | Dénivelé (m) | Vainqueur d'étape  | Leader du classement général |
| --------- | -------- | ---------------------------------- | ------------------------- | ------------- | ------------ | ------------------ | ---------------------------- |
| 1re étape | 31 janv. | Benicàssim – Castelló de la Plana  | étape vallonnée           | 167           | 2 374 m      | Alessandro Tonelli | Alessandro Tonelli           |
| 2e étape  | 1 fév.   | Canals – Valldigna                 | étape vallonnée           | 162,7         | 1 827 m      | Matej Mohorič      | Alessandro Tonelli           |
| 3e étape  | 2 fév.   | Sant Vicent del Raspeig – Orihuela | étape vallonnée           | 161,3         | 1 393 m      | Jonathan Milan     | Alessandro Tonelli           |
| 4e étape  | 3 fév.   | Teulada – La Vall d'Ebo            | étape de moyenne montagne | 160           | 3 328 m      | Brandon McNulty    | Brandon McNulty              |
| 5e étape  | 4 fév.   | Bétera – Valence                   | étape vallonnée           | 93            | 1 161 m      | William Barta      | Brandon McNulty              |

## Favoris
En l'absence du Portugais Rui Costa, vainqueur de l'édition 2023, les principaux favoris à la victoire finale sont le Russe Aleksandr Vlasov, l'Allemand Lennard Kämna et l'Australien Jai Hindley (Bora-Hansgrohe), l'Américain Brandon McNulty, le Français Pavel Sivakov et l'Autrichien Felix Großschartner (UAE Team Emirates), le Colombien Einer Rubio (Movistar), le Slovène Matej Mohorič, l'Espagnol Pello Bilbao et le Colombien Santiago Buitrago (Bahrain Victorious).

## Déroulement de la course

### 1reétape
L’équipe Bardiani CSF réalise un doublé. Grâce à une échappée, Alessandro Tonelli remporte cette étape devant son coéquipier Manuele Tarozzi, main dans la main. Sorti du peloton dans le final, c’est Oier Lazkano qui complète le podium.
| \| Classement de l'étape \| Classement de l'étape \| Classement de l'étape \| Classement de l'étape \| Classement de l'étape \| \| Coureur \| Coureur \| Pays \| Équipe \| Temps \| \| --------------------- \| --------------------- \| --------------------- \| ----------------------------- \| --------------------- \| \| 1er \| Alessandro Tonelli \| Italie \| VF Group-Bardiani CSF-Faizanè \| 4 h 04 min 34 s \| \| 2e \| Manuele Tarozzi \| Italie \| VF Group-Bardiani CSF-Faizanè \| + 0 s \| \| 3e \| Oier Lazkano \| Espagne \| Movistar Team \| + 1 min 09 s \| \| 4e \| Alex Molenaar \| Pays-Bas \| Illes Balears Arabay Cycling \| + 1 min 12 s \| \| 5e \| Jonathan Milan \| Italie \| Lidl-Trek \| + 1 min 19 s \| \| 6e \| Michael Matthews \| Australie \| Team Jayco AlUla \| + 1 min 19 s \| \| 7e \| Matej Mohorič \| Slovénie \| Bahrain Victorious \| + 1 min 19 s \| \| 8e \| Filippo Fiorelli \| Italie \| VF Group-Bardiani CSF-Faizanè \| + 1 min 19 s \| \| 9e \| Pelayo Sánchez \| Espagne \| Movistar Team \| + 1 min 19 s \| \| 10e \| Giovanni Aleotti \| Italie \| Bora-Hansgrohe \| + 1 min 19 s \| |                    |           |                               |                 |
| |                    |           |                               |                 |
| Source : ProCyclingStats |                    |           |                               |                 |
| Classement de l'étape |                    |           |                               |                 |
| Coureur | Coureur            | Pays      | Équipe                        | Temps           |
| 1er | Alessandro Tonelli | Italie    | VF Group-Bardiani CSF-Faizanè | 4 h 04 min 34 s |
| 2e | Manuele Tarozzi    | Italie    | VF Group-Bardiani CSF-Faizanè | + 0 s           |
| 3e | Oier Lazkano       | Espagne   | Movistar Team                 | + 1 min 09 s    |
| 4e | Alex Molenaar      | Pays-Bas  | Illes Balears Arabay Cycling  | + 1 min 12 s    |
| 5e | Jonathan Milan     | Italie    | Lidl-Trek                     | + 1 min 19 s    |
| 6e | Michael Matthews   | Australie | Team Jayco AlUla              | + 1 min 19 s    |
| 7e | Matej Mohorič      | Slovénie  | Bahrain Victorious            | + 1 min 19 s    |
| 8e | Filippo Fiorelli   | Italie    | VF Group-Bardiani CSF-Faizanè | + 1 min 19 s    |
| 9e | Pelayo Sánchez     | Espagne   | Movistar Team                 | + 1 min 19 s    |
| 10e | Giovanni Aleotti   | Italie    | Bora-Hansgrohe                | + 1 min 19 s    |

| \| Classement général \| Classement général \| Classement général \| Classement général \| Classement général \| \| Coureur \| Coureur \| Pays \| Équipe \| Temps \| \| ------------------ \| --------------------- \| ------------------ \| ----------------------------- \| ------------------ \| \| 1er \| Alessandro Tonelli \| Italie \| VF Group-Bardiani CSF-Faizanè \| 4 h 04 min 22 s \| \| 2e \| Manuele Tarozzi \| Italie \| VF Group-Bardiani CSF-Faizanè \| + 3 s \| \| 3e \| Oier Lazkano \| Espagne \| Movistar Team \| + 1 min 17 s \| \| 4e \| Alex Molenaar \| Pays-Bas \| Illes Balears Arabay Cycling \| + 1 min 20 s \| \| 5e \| Francisco Muñoz Llana \| Espagne \| Team Polti Kometa \| + 1 min 29 s \| \| 6e \| Jonathan Milan \| Italie \| Lidl-Trek \| + 1 min 31 s \| \| 7e \| Michael Matthews \| Australie \| Team Jayco AlUla \| + 1 min 31 s \| \| 8e \| Matej Mohorič \| Slovénie \| Bahrain Victorious \| + 1 min 31 s \| \| 9e \| Filippo Fiorelli \| Italie \| VF Group-Bardiani CSF-Faizanè \| + 1 min 31 s \| \| 10e \| Pelayo Sánchez \| Espagne \| Movistar Team \| + 1 min 31 s \| |                       |           |                               |                 |
| |                       |           |                               |                 |
| Source : ProCyclingStats |                       |           |                               |                 |
| Classement général |                       |           |                               |                 |
| Coureur | Coureur               | Pays      | Équipe                        | Temps           |
| 1er | Alessandro Tonelli    | Italie    | VF Group-Bardiani CSF-Faizanè | 4 h 04 min 22 s |
| 2e | Manuele Tarozzi       | Italie    | VF Group-Bardiani CSF-Faizanè | + 3 s           |
| 3e | Oier Lazkano          | Espagne   | Movistar Team                 | + 1 min 17 s    |
| 4e | Alex Molenaar         | Pays-Bas  | Illes Balears Arabay Cycling  | + 1 min 20 s    |
| 5e | Francisco Muñoz Llana | Espagne   | Team Polti Kometa             | + 1 min 29 s    |
| 6e | Jonathan Milan        | Italie    | Lidl-Trek                     | + 1 min 31 s    |
| 7e | Michael Matthews      | Australie | Team Jayco AlUla              | + 1 min 31 s    |
| 8e | Matej Mohorič         | Slovénie  | Bahrain Victorious            | + 1 min 31 s    |
| 9e | Filippo Fiorelli      | Italie    | VF Group-Bardiani CSF-Faizanè | + 1 min 31 s    |
| 10e | Pelayo Sánchez        | Espagne   | Movistar Team                 | + 1 min 31 s    |

### 2eétape
Parti seul à l'attaque dans la dernière descente menant à l'arrivée, le Slovène Matej Mohorič résiste au retour du peloton et gagne l'étape.
| \| Classement de l'étape \| Classement de l'étape \| Classement de l'étape \| Classement de l'étape \| Classement de l'étape \| \| Coureur \| Coureur \| Pays \| Équipe \| Temps \| \| --------------------- \| --------------------- \| --------------------- \| ----------------------------- \| --------------------- \| \| 1er \| Matej Mohorič \| Slovénie \| Bahrain Victorious \| 3 h 47 min 47 s \| \| 2e \| Giovanni Lonardi \| Italie \| Team Polti Kometa \| + 13 s \| \| 3e \| Simone Consonni \| Italie \| Lidl-Trek \| + 13 s \| \| 4e \| Filippo Fiorelli \| Italie \| VF Group-Bardiani CSF-Faizanè \| + 13 s \| \| 5e \| Davide De Pretto \| Italie \| Team Jayco AlUla \| + 13 s \| \| 6e \| Michael Matthews \| Australie \| Team Jayco AlUla \| + 13 s \| \| 7e \| Marco Tizza \| Italie \| Bingoal WB \| + 13 s \| \| 8e \| Tyler Stites \| États-Unis \| Project Echelon Racing \| + 13 s \| \| 9e \| Rainer Kepplinger \| Autriche \| Bahrain Victorious \| + 13 s \| \| 10e \| Orluis Aular \| Venezuela \| Caja Rural-Seguros RGA \| + 13 s \| |                   |            |                               |                 |
| |                   |            |                               |                 |
| Source : ProCyclingStats |                   |            |                               |                 |
| Classement de l'étape |                   |            |                               |                 |
| Coureur | Coureur           | Pays       | Équipe                        | Temps           |
| 1er | Matej Mohorič     | Slovénie   | Bahrain Victorious            | 3 h 47 min 47 s |
| 2e | Giovanni Lonardi  | Italie     | Team Polti Kometa             | + 13 s          |
| 3e | Simone Consonni   | Italie     | Lidl-Trek                     | + 13 s          |
| 4e | Filippo Fiorelli  | Italie     | VF Group-Bardiani CSF-Faizanè | + 13 s          |
| 5e | Davide De Pretto  | Italie     | Team Jayco AlUla              | + 13 s          |
| 6e | Michael Matthews  | Australie  | Team Jayco AlUla              | + 13 s          |
| 7e | Marco Tizza       | Italie     | Bingoal WB                    | + 13 s          |
| 8e | Tyler Stites      | États-Unis | Project Echelon Racing        | + 13 s          |
| 9e | Rainer Kepplinger | Autriche   | Bahrain Victorious            | + 13 s          |
| 10e | Orluis Aular      | Venezuela  | Caja Rural-Seguros RGA        | + 13 s          |

| \| Classement général \| Classement général \| Classement général \| Classement général \| Classement général \| \| Coureur \| Coureur \| Pays \| Équipe \| Temps \| \| ------------------ \| ------------------- \| ------------------ \| ----------------------------- \| ------------------ \| \| 1er \| Alessandro Tonelli \| Italie \| VF Group-Bardiani CSF-Faizanè \| 7 h 52 min 22 s \| \| 2e \| Matej Mohorič \| Slovénie \| Bahrain Victorious \| + 1 min 08 s \| \| 3e \| Felix Großschartner \| Autriche \| UAE Team Emirates \| + 1 min 18 s \| \| 4e \| Santiago Buitrago \| Colombie \| Bahrain Victorious \| + 1 min 19 s \| \| 5e \| Aleksandr Vlasov \| Bannière neutre \| Bora-Hansgrohe \| + 1 min 30 s \| \| 6e \| Filippo Fiorelli \| Italie \| VF Group-Bardiani CSF-Faizanè \| + 1 min 31 s \| \| 7e \| Michael Matthews \| Australie \| Team Jayco AlUla \| + 1 min 31 s \| \| 8e \| Paul Double \| Royaume-Uni \| Team Polti Kometa \| + 1 min 31 s \| \| 9e \| Giovanni Aleotti \| Italie \| Bora-Hansgrohe \| + 1 min 31 s \| \| 10e \| Rainer Kepplinger \| Autriche \| Bahrain Victorious \| + 1 min 31 s \| |                     |                 |                               |                 |
| |                     |                 |                               |                 |
| Source : ProCyclingStats |                     |                 |                               |                 |
| Classement général |                     |                 |                               |                 |
| Coureur | Coureur             | Pays            | Équipe                        | Temps           |
| 1er | Alessandro Tonelli  | Italie          | VF Group-Bardiani CSF-Faizanè | 7 h 52 min 22 s |
| 2e | Matej Mohorič       | Slovénie        | Bahrain Victorious            | + 1 min 08 s    |
| 3e | Felix Großschartner | Autriche        | UAE Team Emirates             | + 1 min 18 s    |
| 4e | Santiago Buitrago   | Colombie        | Bahrain Victorious            | + 1 min 19 s    |
| 5e | Aleksandr Vlasov    | Bannière neutre | Bora-Hansgrohe                | + 1 min 30 s    |
| 6e | Filippo Fiorelli    | Italie          | VF Group-Bardiani CSF-Faizanè | + 1 min 31 s    |
| 7e | Michael Matthews    | Australie       | Team Jayco AlUla              | + 1 min 31 s    |
| 8e | Paul Double         | Royaume-Uni     | Team Polti Kometa             | + 1 min 31 s    |
| 9e | Giovanni Aleotti    | Italie          | Bora-Hansgrohe                | + 1 min 31 s    |
| 10e | Rainer Kepplinger   | Autriche        | Bahrain Victorious            | + 1 min 31 s    |

### 3eétape
Bien lancé par le train Lidl-Trek et en particulier par Simone Consonni, Jonathan Milan s’impose largement au sprint sur la troisième étape. L'Italien devance le Belge Arne Marit. 
| \| Classement de l'étape \| Classement de l'étape \| Classement de l'étape \| Classement de l'étape \| Classement de l'étape \| \| Coureur \| Coureur \| Pays \| Équipe \| Temps \| \| --------------------- \| --------------------- \| --------------------- \| ----------------------------- \| --------------------- \| \| 1er \| Jonathan Milan \| Italie \| Lidl-Trek \| 3 h 42 min 04 s \| \| 2e \| Arne Marit \| Belgique \| Intermarché-Wanty \| + 0 s \| \| 3e \| Giovanni Lonardi \| Italie \| Team Polti Kometa \| + 0 s \| \| 4e \| Filippo Fiorelli \| Italie \| VF Group-Bardiani CSF-Faizanè \| + 0 s \| \| 5e \| Simone Consonni \| Italie \| Lidl-Trek \| + 0 s \| \| 6e \| Alexander Salby \| Danemark \| Bingoal WB \| + 0 s \| \| 7e \| Matyáš Kopecký \| Tchéquie \| Team Novo Nordisk \| + 0 s \| \| 8e \| Thomas Silva \| Uruguay \| Caja Rural-Seguros RGA \| + 0 s \| \| 9e \| Orluis Aular \| Venezuela \| Caja Rural-Seguros RGA \| + 0 s \| \| 10e \| Tyler Stites \| États-Unis \| Project Echelon Racing \| + 0 s \| |                  |            |                               |                 |
| |                  |            |                               |                 |
| Source : ProCyclingStats |                  |            |                               |                 |
| Classement de l'étape |                  |            |                               |                 |
| Coureur | Coureur          | Pays       | Équipe                        | Temps           |
| 1er | Jonathan Milan   | Italie     | Lidl-Trek                     | 3 h 42 min 04 s |
| 2e | Arne Marit       | Belgique   | Intermarché-Wanty             | + 0 s           |
| 3e | Giovanni Lonardi | Italie     | Team Polti Kometa             | + 0 s           |
| 4e | Filippo Fiorelli | Italie     | VF Group-Bardiani CSF-Faizanè | + 0 s           |
| 5e | Simone Consonni  | Italie     | Lidl-Trek                     | + 0 s           |
| 6e | Alexander Salby  | Danemark   | Bingoal WB                    | + 0 s           |
| 7e | Matyáš Kopecký   | Tchéquie   | Team Novo Nordisk             | + 0 s           |
| 8e | Thomas Silva     | Uruguay    | Caja Rural-Seguros RGA        | + 0 s           |
| 9e | Orluis Aular     | Venezuela  | Caja Rural-Seguros RGA        | + 0 s           |
| 10e | Tyler Stites     | États-Unis | Project Echelon Racing        | + 0 s           |

| \| Classement général \| Classement général \| Classement général \| Classement général \| Classement général \| \| Coureur \| Coureur \| Pays \| Équipe \| Temps \| \| ------------------ \| ------------------- \| ------------------ \| ----------------------------- \| ------------------ \| \| 1er \| Alessandro Tonelli \| Italie \| VF Group-Bardiani CSF-Faizanè \| 11 h 34 min 26 s \| \| 2e \| Matej Mohorič \| Slovénie \| Bahrain Victorious \| + 1 min 08 s \| \| 3e \| Felix Großschartner \| Autriche \| UAE Team Emirates \| + 1 min 28 s \| \| 4e \| Santiago Buitrago \| Colombie \| Bahrain Victorious \| + 1 min 29 s \| \| 5e \| Aleksandr Vlasov \| Bannière neutre \| Bora-Hansgrohe \| + 1 min 30 s \| \| 6e \| Filippo Fiorelli \| Italie \| VF Group-Bardiani CSF-Faizanè \| + 1 min 31 s \| \| 7e \| Paul Double \| Royaume-Uni \| Team Polti Kometa \| + 1 min 31 s \| \| 8e \| Giovanni Aleotti \| Italie \| Bora-Hansgrohe \| + 1 min 31 s \| \| 9e \| Joan Bou \| Espagne \| Euskaltel-Euskadi \| + 1 min 31 s \| \| 10e \| Einer Rubio \| Colombie \| Movistar Team \| + 1 min 31 s \| |                     |                 |                               |                  |
| |                     |                 |                               |                  |
| Source : ProCyclingStats |                     |                 |                               |                  |
| Classement général |                     |                 |                               |                  |
| Coureur | Coureur             | Pays            | Équipe                        | Temps            |
| 1er | Alessandro Tonelli  | Italie          | VF Group-Bardiani CSF-Faizanè | 11 h 34 min 26 s |
| 2e | Matej Mohorič       | Slovénie        | Bahrain Victorious            | + 1 min 08 s     |
| 3e | Felix Großschartner | Autriche        | UAE Team Emirates             | + 1 min 28 s     |
| 4e | Santiago Buitrago   | Colombie        | Bahrain Victorious            | + 1 min 29 s     |
| 5e | Aleksandr Vlasov    | Bannière neutre | Bora-Hansgrohe                | + 1 min 30 s     |
| 6e | Filippo Fiorelli    | Italie          | VF Group-Bardiani CSF-Faizanè | + 1 min 31 s     |
| 7e | Paul Double         | Royaume-Uni     | Team Polti Kometa             | + 1 min 31 s     |
| 8e | Giovanni Aleotti    | Italie          | Bora-Hansgrohe                | + 1 min 31 s     |
| 9e | Joan Bou            | Espagne         | Euskaltel-Euskadi             | + 1 min 31 s     |
| 10e | Einer Rubio         | Colombie        | Movistar Team                 | + 1 min 31 s     |

### 4eétape
En raison d'un incident survenu sur la ligne d'arrivée à La Vall d'Ebo, l'arrivée est déplacée quinze kilomètres plus tôt, au sommet de l'Alto de Miserat.
Dans la montée finale de l'Alto de Miserat, quatre hommes se détachent : Aleksandr Vlasov, Brandon McNulty, Santiago Buitrago et Hagos Welay Berhe. Behre lâche prise à trois kilomètres du sommet puis McNulty tente plusieurs attaques avant de parvenir à creuser un écart suffisant qui lui permet de gagner l'étape et de s'emparer du maillot de leader du classement général. 
| \| Classement de l'étape \| Classement de l'étape \| Classement de l'étape \| Classement de l'étape \| Classement de l'étape \| \| Coureur \| Coureur \| Pays \| Équipe \| Temps \| \| --------------------- \| --------------------- \| --------------------- \| --------------------- \| --------------------- \| \| 1er \| Brandon McNulty \| États-Unis \| UAE Team Emirates \| 4 h 08 min 21 s \| \| 2e \| Santiago Buitrago \| Colombie \| Bahrain Victorious \| + 12 s \| \| 3e \| Aleksandr Vlasov \| Bannière neutre \| Bora-Hansgrohe \| + 12 s \| \| 4e \| Pello Bilbao \| Espagne \| Bahrain Victorious \| + 24 s \| \| 5e \| Jai Hindley \| Australie \| Bora-Hansgrohe \| + 24 s \| \| 6e \| Felix Großschartner \| Autriche \| UAE Team Emirates \| + 29 s \| \| 7e \| Rainer Kepplinger \| Autriche \| Bahrain Victorious \| + 44 s \| \| 8e \| Javier Romo \| Espagne \| Movistar Team \| + 47 s \| \| 9e \| Hagos Welay Berhe \| Éthiopie \| Team Jayco AlUla \| + 48 s \| \| 10e \| Patrick Konrad \| Autriche \| Lidl-Trek \| + 1 min 01 s \| |                     |                 |                    |                 |
| |                     |                 |                    |                 |
| Source : ProCyclingStats |                     |                 |                    |                 |
| Classement de l'étape |                     |                 |                    |                 |
| Coureur | Coureur             | Pays            | Équipe             | Temps           |
| 1er | Brandon McNulty     | États-Unis      | UAE Team Emirates  | 4 h 08 min 21 s |
| 2e | Santiago Buitrago   | Colombie        | Bahrain Victorious | + 12 s          |
| 3e | Aleksandr Vlasov    | Bannière neutre | Bora-Hansgrohe     | + 12 s          |
| 4e | Pello Bilbao        | Espagne         | Bahrain Victorious | + 24 s          |
| 5e | Jai Hindley         | Australie       | Bora-Hansgrohe     | + 24 s          |
| 6e | Felix Großschartner | Autriche        | UAE Team Emirates  | + 29 s          |
| 7e | Rainer Kepplinger   | Autriche        | Bahrain Victorious | + 44 s          |
| 8e | Javier Romo         | Espagne         | Movistar Team      | + 47 s          |
| 9e | Hagos Welay Berhe   | Éthiopie        | Team Jayco AlUla   | + 48 s          |
| 10e | Patrick Konrad      | Autriche        | Lidl-Trek          | + 1 min 01 s    |

| \| Classement général \| Classement général \| Classement général \| Classement général \| Classement général \| \| Coureur \| Coureur \| Pays \| Équipe \| Temps \| \| ------------------ \| ------------------- \| ------------------ \| ----------------------------- \| ------------------ \| \| 1er \| Brandon McNulty \| États-Unis \| UAE Team Emirates \| 15 h 44 min 08 s \| \| 2e \| Santiago Buitrago \| Colombie \| Bahrain Victorious \| + 14 s \| \| 3e \| Aleksandr Vlasov \| Bannière neutre \| Bora-Hansgrohe \| + 17 s \| \| 4e \| Alessandro Tonelli \| Italie \| VF Group-Bardiani CSF-Faizanè \| + 20 s \| \| 5e \| Jai Hindley \| Australie \| Bora-Hansgrohe \| + 34 s \| \| 6e \| Pello Bilbao \| Espagne \| Bahrain Victorious \| + 34 s \| \| 7e \| Felix Großschartner \| Autriche \| UAE Team Emirates \| + 36 s \| \| 8e \| Rainer Kepplinger \| Autriche \| Bahrain Victorious \| + 54 s \| \| 9e \| Javier Romo \| Espagne \| Movistar Team \| + 58 s \| \| 10e \| Paul Double \| Royaume-Uni \| Team Polti Kometa \| + 1 min 11 s \| |                     |                 |                               |                  |
| |                     |                 |                               |                  |
| Source : ProCyclingStats |                     |                 |                               |                  |
| Classement général |                     |                 |                               |                  |
| Coureur | Coureur             | Pays            | Équipe                        | Temps            |
| 1er | Brandon McNulty     | États-Unis      | UAE Team Emirates             | 15 h 44 min 08 s |
| 2e | Santiago Buitrago   | Colombie        | Bahrain Victorious            | + 14 s           |
| 3e | Aleksandr Vlasov    | Bannière neutre | Bora-Hansgrohe                | + 17 s           |
| 4e | Alessandro Tonelli  | Italie          | VF Group-Bardiani CSF-Faizanè | + 20 s           |
| 5e | Jai Hindley         | Australie       | Bora-Hansgrohe                | + 34 s           |
| 6e | Pello Bilbao        | Espagne         | Bahrain Victorious            | + 34 s           |
| 7e | Felix Großschartner | Autriche        | UAE Team Emirates             | + 36 s           |
| 8e | Rainer Kepplinger   | Autriche        | Bahrain Victorious            | + 54 s           |
| 9e | Javier Romo         | Espagne         | Movistar Team                 | + 58 s           |
| 10e | Paul Double         | Royaume-Uni     | Team Polti Kometa             | + 1 min 11 s     |

### 5eétape
Rescapé d'une échappée de 25 coureurs formée en début de course, l'Américain William Barta résiste finalement au retour du peloton réglé facilement par Jonathan Milan.
| \| Classement de l'étape \| Classement de l'étape \| Classement de l'étape \| Classement de l'étape \| Classement de l'étape \| \| Coureur \| Coureur \| Pays \| Équipe \| Temps \| \| --------------------- \| --------------------- \| --------------------- \| ---------------------- \| --------------------- \| \| 1er \| William Barta \| États-Unis \| Movistar Team \| 2 h 08 min 19 s \| \| 2e \| Jonathan Milan \| Italie \| Lidl-Trek \| + 7 s \| \| 3e \| Vito Braet \| Belgique \| Intermarché-Wanty \| + 7 s \| \| 4e \| Orluis Aular \| Venezuela \| Caja Rural-Seguros RGA \| + 7 s \| \| 5e \| Matej Mohorič \| Slovénie \| Bahrain Victorious \| + 7 s \| \| 6e \| Davide De Pretto \| Italie \| Team Jayco AlUla \| + 7 s \| \| 7e \| Tyler Stites \| États-Unis \| Project Echelon Racing \| + 7 s \| \| 8e \| Johan Meens \| Belgique \| Bingoal WB \| + 7 s \| \| 9e \| Jan Christen \| Suisse \| UAE Team Emirates \| + 7 s \| \| 10e \| Aleksandr Vlasov \| Bannière neutre \| Bora-Hansgrohe \| + 7 s \| |                  |                 |                        |                 |
| |                  |                 |                        |                 |
| Source : ProCyclingStats |                  |                 |                        |                 |
| Classement de l'étape |                  |                 |                        |                 |
| Coureur | Coureur          | Pays            | Équipe                 | Temps           |
| 1er | William Barta    | États-Unis      | Movistar Team          | 2 h 08 min 19 s |
| 2e | Jonathan Milan   | Italie          | Lidl-Trek              | + 7 s           |
| 3e | Vito Braet       | Belgique        | Intermarché-Wanty      | + 7 s           |
| 4e | Orluis Aular     | Venezuela       | Caja Rural-Seguros RGA | + 7 s           |
| 5e | Matej Mohorič    | Slovénie        | Bahrain Victorious     | + 7 s           |
| 6e | Davide De Pretto | Italie          | Team Jayco AlUla       | + 7 s           |
| 7e | Tyler Stites     | États-Unis      | Project Echelon Racing | + 7 s           |
| 8e | Johan Meens      | Belgique        | Bingoal WB             | + 7 s           |
| 9e | Jan Christen     | Suisse          | UAE Team Emirates      | + 7 s           |
| 10e | Aleksandr Vlasov | Bannière neutre | Bora-Hansgrohe         | + 7 s           |

## Classements finals

### Classement général final
| \| Classement général \| Classement général \| Classement général \| Classement général \| Classement général \| \| Coureur \| Coureur \| Pays \| Équipe \| Temps \| \| ------------------ \| ------------------- \| ------------------ \| ----------------------------- \| ------------------ \| \| 1er \| Brandon McNulty \| États-Unis \| UAE Team Emirates \| 17 h 52 min 34 s \| \| 2e \| Santiago Buitrago \| Colombie \| Bahrain Victorious \| + 14 s \| \| 3e \| Aleksandr Vlasov \| Bannière neutre \| Bora-Hansgrohe \| + 17 s \| \| 4e \| Alessandro Tonelli \| Italie \| VF Group-Bardiani CSF-Faizanè \| + 20 s \| \| 5e \| Jai Hindley \| Australie \| Bora-Hansgrohe \| + 34 s \| \| 6e \| Pello Bilbao \| Espagne \| Bahrain Victorious \| + 34 s \| \| 7e \| Felix Großschartner \| Autriche \| UAE Team Emirates \| + 36 s \| \| 8e \| Rainer Kepplinger \| Autriche \| Bahrain Victorious \| + 54 s \| \| 9e \| Javier Romo \| Espagne \| Movistar Team \| + 57 s \| \| 10e \| Hagos Welay Berhe \| Éthiopie \| Team Jayco AlUla \| + 58 s \| |                     |                 |                               |                  |
| |                     |                 |                               |                  |
| Source : ProCyclingStats |                     |                 |                               |                  |
| Classement général |                     |                 |                               |                  |
| Coureur | Coureur             | Pays            | Équipe                        | Temps            |
| 1er | Brandon McNulty     | États-Unis      | UAE Team Emirates             | 17 h 52 min 34 s |
| 2e | Santiago Buitrago   | Colombie        | Bahrain Victorious            | + 14 s           |
| 3e | Aleksandr Vlasov    | Bannière neutre | Bora-Hansgrohe                | + 17 s           |
| 4e | Alessandro Tonelli  | Italie          | VF Group-Bardiani CSF-Faizanè | + 20 s           |
| 5e | Jai Hindley         | Australie       | Bora-Hansgrohe                | + 34 s           |
| 6e | Pello Bilbao        | Espagne         | Bahrain Victorious            | + 34 s           |
| 7e | Felix Großschartner | Autriche        | UAE Team Emirates             | + 36 s           |
| 8e | Rainer Kepplinger   | Autriche        | Bahrain Victorious            | + 54 s           |
| 9e | Javier Romo         | Espagne         | Movistar Team                 | + 57 s           |
| 10e | Hagos Welay Berhe   | Éthiopie        | Team Jayco AlUla              | + 58 s           |

### Classements annexes finals
| Classement par points | Classement par points | Classement par points | Classement par points         | Classement par points |
| Coureur               | Coureur               | Pays                  | Équipe                        | Points                |
| --------------------- | --------------------- | --------------------- | ----------------------------- | --------------------- |
| 1er                   | Jonathan Milan        | Italie                | Lidl-Trek                     | 57 pts                |
| 2e                    | Matej Mohorič         | Slovénie              | Bahrain Victorious            | 48 pts                |
| 3e                    | Filippo Fiorelli      | Italie                | VF Group-Bardiani CSF-Faizanè | 36 pts                |
| 4e                    | Giovanni Lonardi      | Italie                | Team Polti Kometa             | 36 pts                |
| 5e                    | William Barta         | États-Unis            | Movistar Team                 | 29 pts                |
| 6e                    | Simone Consonni       | Italie                | Lidl-Trek                     | 28 pts                |
| 7e                    | Orluis Aular          | Venezuela             | Caja Rural-Seguros RGA        | 27 pts                |
| 8e                    | Brandon McNulty       | États-Unis            | UAE Team Emirates             | 25 pts                |
| 9e                    | Alessandro Tonelli    | Italie                | VF Group-Bardiani CSF-Faizanè | 25 pts                |
| 10e                   | Santiago Buitrago     | Colombie              | Bahrain Victorious            | 24 pts                |

| Classement par points | Classement par points | Classement par points | Classement par points         | Classement par points |
| Coureur               | Coureur               | Pays                  | Équipe                        | Points                |
| --------------------- | --------------------- | --------------------- | ----------------------------- | --------------------- |
| 1er                   | Jonathan Milan        | Italie                | Lidl-Trek                     | 57 pts                |
| 2e                    | Matej Mohorič         | Slovénie              | Bahrain Victorious            | 48 pts                |
| 3e                    | Filippo Fiorelli      | Italie                | VF Group-Bardiani CSF-Faizanè | 36 pts                |
| 4e                    | Giovanni Lonardi      | Italie                | Team Polti Kometa             | 36 pts                |
| 5e                    | William Barta         | États-Unis            | Movistar Team                 | 29 pts                |
| 6e                    | Simone Consonni       | Italie                | Lidl-Trek                     | 28 pts                |
| 7e                    | Orluis Aular          | Venezuela             | Caja Rural-Seguros RGA        | 27 pts                |
| 8e                    | Brandon McNulty       | États-Unis            | UAE Team Emirates             | 25 pts                |
| 9e                    | Alessandro Tonelli    | Italie                | VF Group-Bardiani CSF-Faizanè | 25 pts                |
| 10e                   | Santiago Buitrago     | Colombie              | Bahrain Victorious            | 24 pts                |

| Classement de la montagne | Classement de la montagne | Classement de la montagne | Classement de la montagne     | Classement de la montagne |
| Coureur                   | Coureur                   | Pays                      | Équipe                        | Points                    |
| ------------------------- | ------------------------- | ------------------------- | ----------------------------- | ------------------------- |
| 1er                       | Mikel Bizkarra            | Espagne                   | Euskaltel-Euskadi             | 18 pts                    |
| 2e                        | Gorka Sorarrain           | Espagne                   | Caja Rural-Seguros RGA        | 15 pts                    |
| 3e                        | William Barta             | États-Unis                | Movistar Team                 | 12 pts                    |
| 4e                        | Jokin Murguialday         | Espagne                   | Caja Rural-Seguros RGA        | 12 pts                    |
| 5e                        | Brandon McNulty           | États-Unis                | UAE Team Emirates             | 10 pts                    |
| 6e                        | Santiago Buitrago         | Colombie                  | Bahrain Victorious            | 10 pts                    |
| 7e                        | Aleksandr Vlasov          | Bannière neutre           | Bora-Hansgrohe                | 8 pts                     |
| 8e                        | Pello Bilbao              | Espagne                   | Bahrain Victorious            | 8 pts                     |
| 9e                        | Filippo Fiorelli          | Italie                    | VF Group-Bardiani CSF-Faizanè | 8 pts                     |
| 10e                       | Manuele Tarozzi           | Italie                    | VF Group-Bardiani CSF-Faizanè | 6 pts                     |

| Classement de la montagne | Classement de la montagne | Classement de la montagne | Classement de la montagne     | Classement de la montagne |
| Coureur                   | Coureur                   | Pays                      | Équipe                        | Points                    |
| ------------------------- | ------------------------- | ------------------------- | ----------------------------- | ------------------------- |
| 1er                       | Mikel Bizkarra            | Espagne                   | Euskaltel-Euskadi             | 18 pts                    |
| 2e                        | Gorka Sorarrain           | Espagne                   | Caja Rural-Seguros RGA        | 15 pts                    |
| 3e                        | William Barta             | États-Unis                | Movistar Team                 | 12 pts                    |
| 4e                        | Jokin Murguialday         | Espagne                   | Caja Rural-Seguros RGA        | 12 pts                    |
| 5e                        | Brandon McNulty           | États-Unis                | UAE Team Emirates             | 10 pts                    |
| 6e                        | Santiago Buitrago         | Colombie                  | Bahrain Victorious            | 10 pts                    |
| 7e                        | Aleksandr Vlasov          | Bannière neutre           | Bora-Hansgrohe                | 8 pts                     |
| 8e                        | Pello Bilbao              | Espagne                   | Bahrain Victorious            | 8 pts                     |
| 9e                        | Filippo Fiorelli          | Italie                    | VF Group-Bardiani CSF-Faizanè | 8 pts                     |
| 10e                       | Manuele Tarozzi           | Italie                    | VF Group-Bardiani CSF-Faizanè | 6 pts                     |

| Classement du meilleur jeune | Classement du meilleur jeune | Classement du meilleur jeune | Classement du meilleur jeune | Classement du meilleur jeune |
| Coureur                      | Coureur                      | Pays                         | Équipe                       | Temps                        |
| ---------------------------- | ---------------------------- | ---------------------------- | ---------------------------- | ---------------------------- |
| 1er                          | Santiago Buitrago            | Colombie                     | Bahrain Victorious           | 17 h 52 min 48 s             |
| 2e                           | Javier Romo                  | Espagne                      | Movistar Team                | + 43 s                       |
| 3e                           | Hagos Welay Berhe            | Éthiopie                     | Team Jayco AlUla             | + 44 s                       |
| 4e                           | Giovanni Aleotti             | Italie                       | Bora-Hansgrohe               | + 1 min 06 s                 |
| 5e                           | Davide Piganzoli             | Italie                       | Team Polti Kometa            | + 1 min 08 s                 |
| 6e                           | Igor Arrieta                 | Espagne                      | UAE Team Emirates            | + 1 min 08 s                 |
| 7e                           | Filippo Zana                 | Italie                       | Team Jayco AlUla             | + 1 min 22 s                 |
| 8e                           | Davide De Pretto             | Italie                       | Team Jayco AlUla             | + 1 min 49 s                 |
| 9e                           | Alex Molenaar                | Pays-Bas                     | Illes Balears Arabay Cycling | + 4 min 12 s                 |
| 10e                          | Pablo Castrillo              | Espagne                      | Equipo Kern Pharma           | + 5 min 12 s                 |

| Classement du meilleur jeune | Classement du meilleur jeune | Classement du meilleur jeune | Classement du meilleur jeune | Classement du meilleur jeune |
| Coureur                      | Coureur                      | Pays                         | Équipe                       | Temps                        |
| ---------------------------- | ---------------------------- | ---------------------------- | ---------------------------- | ---------------------------- |
| 1er                          | Santiago Buitrago            | Colombie                     | Bahrain Victorious           | 17 h 52 min 48 s             |
| 2e                           | Javier Romo                  | Espagne                      | Movistar Team                | + 43 s                       |
| 3e                           | Hagos Welay Berhe            | Éthiopie                     | Team Jayco AlUla             | + 44 s                       |
| 4e                           | Giovanni Aleotti             | Italie                       | Bora-Hansgrohe               | + 1 min 06 s                 |
| 5e                           | Davide Piganzoli             | Italie                       | Team Polti Kometa            | + 1 min 08 s                 |
| 6e                           | Igor Arrieta                 | Espagne                      | UAE Team Emirates            | + 1 min 08 s                 |
| 7e                           | Filippo Zana                 | Italie                       | Team Jayco AlUla             | + 1 min 22 s                 |
| 8e                           | Davide De Pretto             | Italie                       | Team Jayco AlUla             | + 1 min 49 s                 |
| 9e                           | Alex Molenaar                | Pays-Bas                     | Illes Balears Arabay Cycling | + 4 min 12 s                 |
| 10e                          | Pablo Castrillo              | Espagne                      | Equipo Kern Pharma           | + 5 min 12 s                 |

| Classement par équipes | Classement par équipes        | Classement par équipes | Classement par équipes |
| Équipe                 | Équipe                        | Pays                   | Temps                  |
| ---------------------- | ----------------------------- | ---------------------- | ---------------------- |
| 1re                    | Bahrain Victorious            | Bahreïn                | 53 h 39 min 19 s       |
| 2e                     | UAE Team Emirates             | Émirats arabes unis    | + 34 s                 |
| 3e                     | Bora-Hansgrohe                | Allemagne              | + 39 s                 |
| 4e                     | Team Jayco AlUla              | Australie              | + 3 min 00 s           |
| 5e                     | Polti Kometa                  | Italie                 | + 3 min 31 s           |
| 6e                     | VF Group-Bardiani CSF-Faizané | Italie                 | + 5 min 06 s           |
| 7e                     | Euskaltel-Euskadi             | Espagne                | + 5 min 45 s           |
| 8e                     | Movistar Team                 | Espagne                | + 6 min 00 s           |
| 9e                     | Burgos-BH                     | Espagne                | + 11 min 44 s          |
| 10e                    | Caja Rural-Seguros RGA        | Espagne                | + 13 min 52 s          |

| Classement par équipes | Classement par équipes        | Classement par équipes | Classement par équipes |
| Équipe                 | Équipe                        | Pays                   | Temps                  |
| ---------------------- | ----------------------------- | ---------------------- | ---------------------- |
| 1re                    | Bahrain Victorious            | Bahreïn                | 53 h 39 min 19 s       |
| 2e                     | UAE Team Emirates             | Émirats arabes unis    | + 34 s                 |
| 3e                     | Bora-Hansgrohe                | Allemagne              | + 39 s                 |
| 4e                     | Team Jayco AlUla              | Australie              | + 3 min 00 s           |
| 5e                     | Polti Kometa                  | Italie                 | + 3 min 31 s           |
| 6e                     | VF Group-Bardiani CSF-Faizané | Italie                 | + 5 min 06 s           |
| 7e                     | Euskaltel-Euskadi             | Espagne                | + 5 min 45 s           |
| 8e                     | Movistar Team                 | Espagne                | + 6 min 00 s           |
| 9e                     | Burgos-BH                     | Espagne                | + 11 min 44 s          |
| 10e                    | Caja Rural-Seguros RGA        | Espagne                | + 13 min 52 s          |

### Classement UCI
La course attribue des points au Classement mondial UCI 2024 selon le barème suivant.
| Position           | 1er | 2e  | 3e  | 4e  | 5e | 6e | 7e | 8e | 9e | 10e | 11e | 12e | 13e | 14e | 15e | 16e à 30e | 31e à 40e |
| Classement général | 200 | 150 | 125 | 100 | 85 | 70 | 60 | 50 | 40 | 35  | 30  | 25  | 20  | 15  | 10  | 5         | 3         |
| Par étape          | 20  | 10  | 5   |     |    |    |    |    |    |     |     |     |     |     |     |           |           |
| Leader, par étape  | 5   |     |     |     |    |    |    |    |    |     |     |     |     |     |     |           |           |

## Évolution des classements
| Étape              | Vainqueur          | Classement général | Classement de la montagne | Classement par points | Classement du meilleur jeune | Classement par équipes        |
| ------------------ | ------------------ | ------------------ | ------------------------- | --------------------- | ---------------------------- | ----------------------------- |
| 1                  | Alessandro Tonelli | Alessandro Tonelli | Gorka Sorarrain           | Alessandro Tonelli    | Davide Piganzoli             | VF Group-Bardiani CSF-Faizané |
| 2                  | Matej Mohorič      | Alessandro Tonelli | Gorka Sorarrain           | Matej Mohorič         | Santiago Buitrago            | VF Group-Bardiani CSF-Faizané |
| 3                  | Jonathan Milan     | Alessandro Tonelli | Gorka Sorarrain           | Jonathan Milan        | Santiago Buitrago            | VF Group-Bardiani CSF-Faizané |
| 4                  | Brandon McNulty    | Brandon McNulty    | Mikel Bizkarra            | Jonathan Milan        | Santiago Buitrago            | Bahrain Victorious            |
| 5                  | William Barta      | Brandon McNulty    | Mikel Bizkarra            | Jonathan Milan        | Santiago Buitrago            | Bahrain Victorious            |
| Classements finals | Classements finals | Brandon McNulty    | Mikel Bizkarra            | Jonathan Milan        | Santiago Buitrago            | Bahrain Victorious            |

## Liste des participants
| Intermarché-Wanty IWA | Intermarché-Wanty IWA     | Intermarché-Wanty IWA |
| --------------------- | ------------------------- | --------------------- |
| Num                   | Coureur                   | Pos                   |
| 1                     | Vito Braet (BEL)          | 95e                   |
| 2                     | Arne Marit (BEL)          | 79e                   |
| 3                     | Adrien Petit (FRA)        | 112e                  |
| 4                     | Baptiste Planckaert (BEL) | 84e                   |
| 5                     | Rein Taaramäe (EST)       | 19e                   |
| 6                     | Tim Rex (BEL)             | 37e                   |
| 7                     | Boy van Poppel (NED)      | 85e                   |

| Bora-Hansgrohe BOH | Bora-Hansgrohe BOH     | Bora-Hansgrohe BOH |
| ------------------ | ---------------------- | ------------------ |
| Num                | Coureur                | Pos                |
| 11                 | Patrick Gamper (AUT)   | 108e               |
| 12                 | Jai Hindley (AUS)      | 5e                 |
| 13                 | Lennard Kämna (GER)    | 75e                |
| 14                 | Alexander Hajek (AUT)  | 35e                |
| 15                 | Aleksandr Vlasov       | 3e                 |
| 16                 | Frederik Wandahl (DEN) | 70e                |
| 17                 | Giovanni Aleotti (ITA) | 13e                |

| UAE Team Emirates UAD | UAE Team Emirates UAD     | UAE Team Emirates UAD |
| --------------------- | ------------------------- | --------------------- |
| Num                   | Coureur                   | Pos                   |
| 21                    | Igor Arrieta (ESP)        | 15e                   |
| 22                    | Jan Christen (SUI)        | 44e                   |
| 23                    | Alessandro Covi (ITA)     | 56e                   |
| 24                    | Felix Großschartner (AUT) | 7e                    |
| 25                    | Brandon McNulty (USA)     | 1er                   |
| 26                    | Pavel Sivakov (FRA)       | NP-3                  |
| 27                    | Duarte Marivoet (BEL)     | 108e                  |

| Movistar Team MOV | Movistar Team MOV          | Movistar Team MOV |
| ----------------- | -------------------------- | ----------------- |
| Num               | Coureur                    | Pos               |
| 31                | Jorge Arcas (ESP)          | 64e               |
| 32                | William Barta (USA)        | 41e               |
| 33                | Oier Lazkano (ESP) (route) | 61e               |
| 34                | Antonio Pedrero (ESP)      | 90e               |
| 35                | Javier Romo (ESP)          | 9e                |
| 36                | Einer Rubio (COL)          | 18e               |
| 37                | Pelayo Sánchez (ESP)       | 47e               |

| Bahrain Victorious TBV | Bahrain Victorious TBV  | Bahrain Victorious TBV |
| ---------------------- | ----------------------- | ---------------------- |
| Num                    | Coureur                 | Pos                    |
| 41                     | Pello Bilbao (ESP)      | 6e                     |
| 42                     | Yukiya Arashiro (JPN)   | NP-2                   |
| 43                     | Santiago Buitrago (COL) | 2e                     |
| 44                     | Nicolò Buratti (ITA)    | 86e                    |
| 45                     | Kamil Gradek (POL)      | NP-2                   |
| 46                     | Rainer Kepplinger (AUT) | 8e                     |
| 47                     | Matej Mohorič (SLO)     | 23e                    |

| Lidl-Trek LTK | Lidl-Trek LTK                 | Lidl-Trek LTK |
| ------------- | ----------------------------- | ------------- |
| Num           | Coureur                       | Pos           |
| 51            | Simone Consonni (ITA)         | 82e           |
| 52            | Fabio Felline (ITA)           | NP-1          |
| 53            | Amanuel Ghebreigzabhier (ERI) | 80e           |
| 54            | Patrick Konrad (AUT)          | 12e           |
| 55            | Jonathan Milan (ITA)          | 48e           |
| 56            | Sam Oomen (NED)               | 33e           |
| 57            | Edward Theuns (BEL)           | 83e           |

| Team Jayco AlUla JAY | Team Jayco AlUla JAY        | Team Jayco AlUla JAY |
| -------------------- | --------------------------- | -------------------- |
| Num                  | Coureur                     | Pos                  |
| 61                   | Hagos Welay Berhe (ETH)     | 10e                  |
| 62                   | Davide De Pretto (ITA)      | 21e                  |
| 63                   | Eddie Dunbar (IRL)          | NP-3                 |
| 64                   | Felix Engelhardt (GER)      | 57e                  |
| 65                   | Michael Matthews (AUS)      | NP-4                 |
| 66                   | Amund Grøndahl Jansen (NOR) | 92e                  |
| 67                   | Filippo Zana (ITA)          | 16e                  |

| Euskaltel-Euskadi EUS | Euskaltel-Euskadi EUS  | Euskaltel-Euskadi EUS |
| --------------------- | ---------------------- | --------------------- |
| Num                   | Coureur                | Pos                   |
| 71                    | Mikel Bizkarra (ESP)   | 26e                   |
| 72                    | Joan Bou (ESP)         | 17e                   |
| 73                    | Xavier Cañellas (ESP)  | 88e                   |
| 74                    | Asier Etxeberria (ESP) | 81e                   |
| 75                    | Xabier Isasa (ESP)     | 34e                   |
| 76                    | Mikel Iturria (ESP)    | 28e                   |
| 77                    | Txomin Juaristi (ESP)  | 46e                   |

| Caja Rural-Seguros RGA CJR | Caja Rural-Seguros RGA CJR | Caja Rural-Seguros RGA CJR |
| -------------------------- | -------------------------- | -------------------------- |
| Num                        | Coureur                    | Pos                        |
| 81                         | Orluis Aular (VEN) (route) | 30e                        |
| 82                         | Jaume Guardeño (ESP)       | 62e                        |
| 83                         | Mulu Hailemichael (ETH)    | 76e                        |
| 84                         | Jokin Murguialday (ESP)    | 72e                        |
| 85                         | Joel Nicolau (ESP)         | 43e                        |
| 86                         | Thomas Silva (URU)         | 54e                        |
| 87                         | Gorka Sorarrain (ESP)      | 78e                        |

| Q36.5 Pro Cycling Team Q36 | Q36.5 Pro Cycling Team Q36      | Q36.5 Pro Cycling Team Q36 |
| -------------------------- | ------------------------------- | -------------------------- |
| Num                        | Coureur                         | Pos                        |
| 91                         | Negasi Abreha (ETH)             | 91e                        |
| 92                         | Marcel Camprubí (ESP)           | 49e                        |
| 93                         | Carl Fredrik Hagen (NOR)        | 20e                        |
| 94                         | Nicolò Parisini (ITA)           | AB-5                       |
| 95                         | Jannik Steimle (GER)            | 101e                       |
| 96                         | James Whelan (AUS)              | 40e                        |
| 97                         | Nickolas Zukowsky (CAN) (route) | 69e                        |

| Equipo Kern Pharma EKP | Equipo Kern Pharma EKP            | Equipo Kern Pharma EKP |
| ---------------------- | --------------------------------- | ---------------------- |
| Num                    | Coureur                           | Pos                    |
| 101                    | Pablo Castrillo (ESP)             | 32e                    |
| 102                    | Jon Agirre (ESP)                  | 24e                    |
| 103                    | Unai Iribar (ESP)                 | 39e                    |
| 104                    | Iñigo Elosegui (ESP)              | 60e                    |
| 105                    | Eugenio Sánchez (ESP)             | 99e                    |
| 106                    | Álex Jaime (ESP)                  | 102e                   |
| 107                    | Miguel Ángel Fernández Ruiz (ESP) | 114e                   |

| Burgos-BH BBH | Burgos-BH BBH                  | Burgos-BH BBH |
| ------------- | ------------------------------ | ------------- |
| Num           | Coureur                        | Pos           |
| 111           | José Manuel Díaz (ESP)         | 25e           |
| 112           | Ander Okamika (ESP)            | 38e           |
| 113           | Sinuhé Fernández (ESP)         | 51e           |
| 114           | Antonio Angulo (ESP)           | 100e          |
| 115           | Geórgios Boúglas (GRE) (route) | 104e          |
| 116           | Clément Alleno (FRA)           | 42e           |
| 117           | Jetse Bol (NED)                | AB-3          |

| VF Group-Bardiani CSF-Faizanè VBF | VF Group-Bardiani CSF-Faizanè VBF | VF Group-Bardiani CSF-Faizanè VBF |
| --------------------------------- | --------------------------------- | --------------------------------- |
| Num                               | Coureur                           | Pos                               |
| 121                               | Luca Colnaghi (ITA)               | 106e                              |
| 122                               | Filippo Fiorelli (ITA)            | 29e                               |
| 123                               | Riccardo Lucca (ITA)              | 94e                               |
| 124                               | Filippo Magli (ITA)               | 53e                               |
| 125                               | Manuele Tarozzi (ITA)             | 27e                               |
| 126                               | Alessandro Tonelli (ITA)          | 4e                                |
| 127                               | Samuele Zoccarato (ITA)           | 66e                               |

| Team Novo Nordisk TNN | Team Novo Nordisk TNN | Team Novo Nordisk TNN |
| --------------------- | --------------------- | --------------------- |
| Num                   | Coureur               | Pos                   |
| 131                   | Matyáš Kopecký (CZE)  | 74e                   |
| 132                   | Filippo Ridolfo (ITA) | AB-4                  |
| 133                   | Gerd de Keijzer (NED) | AB-4                  |
| 134                   | Jan Dunnewind (NED)   | 113e                  |
| 135                   | David Lozano (ESP)    | 68e                   |
| 136                   | Nathan Smith (GBR)    | 93e                   |
| 137                   | Lucas Dauge (FRA)     | 107e                  |

| Bingoal WB BWB | Bingoal WB BWB             | Bingoal WB BWB |
| -------------- | -------------------------- | -------------- |
| Num            | Coureur                    | Pos            |
| 141            | Louis Blouwe (BEL)         | 58e            |
| 142            | Floris De Tier (BEL)       | 22e            |
| 143            | Johan Meens (BEL)          | 55e            |
| 144            | Alexander Salby (DEN)      | 105e           |
| 145            | Marco Tizza (ITA)          | 50e            |
| 146            | Nathan Vandepitte (FRA)    | 89e            |
| 147            | Sébastien van Poppel (BEL) | 111e           |

| Team Polti Kometa PTK | Team Polti Kometa PTK       | Team Polti Kometa PTK |
| --------------------- | --------------------------- | --------------------- |
| Num                   | Coureur                     | Pos                   |
| 151                   | Mirco Maestri (ITA)         | 67e                   |
| 152                   | Giovanni Lonardi (ITA)      | 63e                   |
| 153                   | Francisco Muñoz Llana (ESP) | 65e                   |
| 154                   | Diego Pablo Sevilla (ESP)   | 71e                   |
| 155                   | Davide Piganzoli (ITA)      | 14e                   |
| 156                   | Paul Double (GBR)           | 11e                   |
| 157                   | Fernando Tercero (ESP)      | 45e                   |

| Illes Balears Arabay Cycling IBA | Illes Balears Arabay Cycling IBA | Illes Balears Arabay Cycling IBA |
| -------------------------------- | -------------------------------- | -------------------------------- |
| Num                              | Coureur                          | Pos                              |
| 161                              | Julen Amézqueta (ESP)            | 59e                              |
| 162                              | José María García Soriano (ESP)  | 52e                              |
| 163                              | Unai Esparza (ESP)               | 96e                              |
| 164                              | Pau Llaneras (ESP)               | 97e                              |
| 165                              | Sergi Darder (ESP)               | 103e                             |
| 166                              | Alex Molenaar (NED)              | 31e                              |
| 167                              | Gonzalo Ariño (ESP)              | 110e                             |

| Project Echelon Racing PEC | Project Echelon Racing PEC | Project Echelon Racing PEC |
| -------------------------- | -------------------------- | -------------------------- |
| Num                        | Coureur                    | Pos                        |
| 171                        | Richard Arnopol (USA)      | 73e                        |
| 172                        | Matthew Zimmer (USA)       | 87e                        |
| 173                        | Tyler Stites (USA)         | 36e                        |
| 174                        | Laurent Gervais (CAN)      | 77e                        |
| 175                        | Sam Boardman (USA)         | 98e                        |
| 176                        | Ethan Craine (NZL)         | AB-4                       |
| 177                        | Caleb Classen (USA)        | AB-4                       |

| Intermarché-Wanty IWA | Intermarché-Wanty IWA     | Intermarché-Wanty IWA |
| --------------------- | ------------------------- | --------------------- |
| Num                   | Coureur                   | Pos                   |
| 1                     | Vito Braet (BEL)          | 95e                   |
| 2                     | Arne Marit (BEL)          | 79e                   |
| 3                     | Adrien Petit (FRA)        | 112e                  |
| 4                     | Baptiste Planckaert (BEL) | 84e                   |
| 5                     | Rein Taaramäe (EST)       | 19e                   |
| 6                     | Tim Rex (BEL)             | 37e                   |
| 7                     | Boy van Poppel (NED)      | 85e                   |

| Bora-Hansgrohe BOH | Bora-Hansgrohe BOH     | Bora-Hansgrohe BOH |
| ------------------ | ---------------------- | ------------------ |
| Num                | Coureur                | Pos                |
| 11                 | Patrick Gamper (AUT)   | 108e               |
| 12                 | Jai Hindley (AUS)      | 5e                 |
| 13                 | Lennard Kämna (GER)    | 75e                |
| 14                 | Alexander Hajek (AUT)  | 35e                |
| 15                 | Aleksandr Vlasov       | 3e                 |
| 16                 | Frederik Wandahl (DEN) | 70e                |
| 17                 | Giovanni Aleotti (ITA) | 13e                |

| UAE Team Emirates UAD | UAE Team Emirates UAD     | UAE Team Emirates UAD |
| --------------------- | ------------------------- | --------------------- |
| Num                   | Coureur                   | Pos                   |
| 21                    | Igor Arrieta (ESP)        | 15e                   |
| 22                    | Jan Christen (SUI)        | 44e                   |
| 23                    | Alessandro Covi (ITA)     | 56e                   |
| 24                    | Felix Großschartner (AUT) | 7e                    |
| 25                    | Brandon McNulty (USA)     | 1er                   |
| 26                    | Pavel Sivakov (FRA)       | NP-3                  |
| 27                    | Duarte Marivoet (BEL)     | 108e                  |

| Movistar Team MOV | Movistar Team MOV          | Movistar Team MOV |
| ----------------- | -------------------------- | ----------------- |
| Num               | Coureur                    | Pos               |
| 31                | Jorge Arcas (ESP)          | 64e               |
| 32                | William Barta (USA)        | 41e               |
| 33                | Oier Lazkano (ESP) (route) | 61e               |
| 34                | Antonio Pedrero (ESP)      | 90e               |
| 35                | Javier Romo (ESP)          | 9e                |
| 36                | Einer Rubio (COL)          | 18e               |
| 37                | Pelayo Sánchez (ESP)       | 47e               |

| Bahrain Victorious TBV | Bahrain Victorious TBV  | Bahrain Victorious TBV |
| ---------------------- | ----------------------- | ---------------------- |
| Num                    | Coureur                 | Pos                    |
| 41                     | Pello Bilbao (ESP)      | 6e                     |
| 42                     | Yukiya Arashiro (JPN)   | NP-2                   |
| 43                     | Santiago Buitrago (COL) | 2e                     |
| 44                     | Nicolò Buratti (ITA)    | 86e                    |
| 45                     | Kamil Gradek (POL)      | NP-2                   |
| 46                     | Rainer Kepplinger (AUT) | 8e                     |
| 47                     | Matej Mohorič (SLO)     | 23e                    |

| Lidl-Trek LTK | Lidl-Trek LTK                 | Lidl-Trek LTK |
| ------------- | ----------------------------- | ------------- |
| Num           | Coureur                       | Pos           |
| 51            | Simone Consonni (ITA)         | 82e           |
| 52            | Fabio Felline (ITA)           | NP-1          |
| 53            | Amanuel Ghebreigzabhier (ERI) | 80e           |
| 54            | Patrick Konrad (AUT)          | 12e           |
| 55            | Jonathan Milan (ITA)          | 48e           |
| 56            | Sam Oomen (NED)               | 33e           |
| 57            | Edward Theuns (BEL)           | 83e           |

| Team Jayco AlUla JAY | Team Jayco AlUla JAY        | Team Jayco AlUla JAY |
| -------------------- | --------------------------- | -------------------- |
| Num                  | Coureur                     | Pos                  |
| 61                   | Hagos Welay Berhe (ETH)     | 10e                  |
| 62                   | Davide De Pretto (ITA)      | 21e                  |
| 63                   | Eddie Dunbar (IRL)          | NP-3                 |
| 64                   | Felix Engelhardt (GER)      | 57e                  |
| 65                   | Michael Matthews (AUS)      | NP-4                 |
| 66                   | Amund Grøndahl Jansen (NOR) | 92e                  |
| 67                   | Filippo Zana (ITA)          | 16e                  |

| Euskaltel-Euskadi EUS | Euskaltel-Euskadi EUS  | Euskaltel-Euskadi EUS |
| --------------------- | ---------------------- | --------------------- |
| Num                   | Coureur                | Pos                   |
| 71                    | Mikel Bizkarra (ESP)   | 26e                   |
| 72                    | Joan Bou (ESP)         | 17e                   |
| 73                    | Xavier Cañellas (ESP)  | 88e                   |
| 74                    | Asier Etxeberria (ESP) | 81e                   |
| 75                    | Xabier Isasa (ESP)     | 34e                   |
| 76                    | Mikel Iturria (ESP)    | 28e                   |
| 77                    | Txomin Juaristi (ESP)  | 46e                   |

| Caja Rural-Seguros RGA CJR | Caja Rural-Seguros RGA CJR | Caja Rural-Seguros RGA CJR |
| -------------------------- | -------------------------- | -------------------------- |
| Num                        | Coureur                    | Pos                        |
| 81                         | Orluis Aular (VEN) (route) | 30e                        |
| 82                         | Jaume Guardeño (ESP)       | 62e                        |
| 83                         | Mulu Hailemichael (ETH)    | 76e                        |
| 84                         | Jokin Murguialday (ESP)    | 72e                        |
| 85                         | Joel Nicolau (ESP)         | 43e                        |
| 86                         | Thomas Silva (URU)         | 54e                        |
| 87                         | Gorka Sorarrain (ESP)      | 78e                        |

| Q36.5 Pro Cycling Team Q36 | Q36.5 Pro Cycling Team Q36      | Q36.5 Pro Cycling Team Q36 |
| -------------------------- | ------------------------------- | -------------------------- |
| Num                        | Coureur                         | Pos                        |
| 91                         | Negasi Abreha (ETH)             | 91e                        |
| 92                         | Marcel Camprubí (ESP)           | 49e                        |
| 93                         | Carl Fredrik Hagen (NOR)        | 20e                        |
| 94                         | Nicolò Parisini (ITA)           | AB-5                       |
| 95                         | Jannik Steimle (GER)            | 101e                       |
| 96                         | James Whelan (AUS)              | 40e                        |
| 97                         | Nickolas Zukowsky (CAN) (route) | 69e                        |

| Equipo Kern Pharma EKP | Equipo Kern Pharma EKP            | Equipo Kern Pharma EKP |
| ---------------------- | --------------------------------- | ---------------------- |
| Num                    | Coureur                           | Pos                    |
| 101                    | Pablo Castrillo (ESP)             | 32e                    |
| 102                    | Jon Agirre (ESP)                  | 24e                    |
| 103                    | Unai Iribar (ESP)                 | 39e                    |
| 104                    | Iñigo Elosegui (ESP)              | 60e                    |
| 105                    | Eugenio Sánchez (ESP)             | 99e                    |
| 106                    | Álex Jaime (ESP)                  | 102e                   |
| 107                    | Miguel Ángel Fernández Ruiz (ESP) | 114e                   |

| Burgos-BH BBH | Burgos-BH BBH                  | Burgos-BH BBH |
| ------------- | ------------------------------ | ------------- |
| Num           | Coureur                        | Pos           |
| 111           | José Manuel Díaz (ESP)         | 25e           |
| 112           | Ander Okamika (ESP)            | 38e           |
| 113           | Sinuhé Fernández (ESP)         | 51e           |
| 114           | Antonio Angulo (ESP)           | 100e          |
| 115           | Geórgios Boúglas (GRE) (route) | 104e          |
| 116           | Clément Alleno (FRA)           | 42e           |
| 117           | Jetse Bol (NED)                | AB-3          |

| VF Group-Bardiani CSF-Faizanè VBF | VF Group-Bardiani CSF-Faizanè VBF | VF Group-Bardiani CSF-Faizanè VBF |
| --------------------------------- | --------------------------------- | --------------------------------- |
| Num                               | Coureur                           | Pos                               |
| 121                               | Luca Colnaghi (ITA)               | 106e                              |
| 122                               | Filippo Fiorelli (ITA)            | 29e                               |
| 123                               | Riccardo Lucca (ITA)              | 94e                               |
| 124                               | Filippo Magli (ITA)               | 53e                               |
| 125                               | Manuele Tarozzi (ITA)             | 27e                               |
| 126                               | Alessandro Tonelli (ITA)          | 4e                                |
| 127                               | Samuele Zoccarato (ITA)           | 66e                               |

| Team Novo Nordisk TNN | Team Novo Nordisk TNN | Team Novo Nordisk TNN |
| --------------------- | --------------------- | --------------------- |
| Num                   | Coureur               | Pos                   |
| 131                   | Matyáš Kopecký (CZE)  | 74e                   |
| 132                   | Filippo Ridolfo (ITA) | AB-4                  |
| 133                   | Gerd de Keijzer (NED) | AB-4                  |
| 134                   | Jan Dunnewind (NED)   | 113e                  |
| 135                   | David Lozano (ESP)    | 68e                   |
| 136                   | Nathan Smith (GBR)    | 93e                   |
| 137                   | Lucas Dauge (FRA)     | 107e                  |

| Bingoal WB BWB | Bingoal WB BWB             | Bingoal WB BWB |
| -------------- | -------------------------- | -------------- |
| Num            | Coureur                    | Pos            |
| 141            | Louis Blouwe (BEL)         | 58e            |
| 142            | Floris De Tier (BEL)       | 22e            |
| 143            | Johan Meens (BEL)          | 55e            |
| 144            | Alexander Salby (DEN)      | 105e           |
| 145            | Marco Tizza (ITA)          | 50e            |
| 146            | Nathan Vandepitte (FRA)    | 89e            |
| 147            | Sébastien van Poppel (BEL) | 111e           |

| Team Polti Kometa PTK | Team Polti Kometa PTK       | Team Polti Kometa PTK |
| --------------------- | --------------------------- | --------------------- |
| Num                   | Coureur                     | Pos                   |
| 151                   | Mirco Maestri (ITA)         | 67e                   |
| 152                   | Giovanni Lonardi (ITA)      | 63e                   |
| 153                   | Francisco Muñoz Llana (ESP) | 65e                   |
| 154                   | Diego Pablo Sevilla (ESP)   | 71e                   |
| 155                   | Davide Piganzoli (ITA)      | 14e                   |
| 156                   | Paul Double (GBR)           | 11e                   |
| 157                   | Fernando Tercero (ESP)      | 45e                   |

| Illes Balears Arabay Cycling IBA | Illes Balears Arabay Cycling IBA | Illes Balears Arabay Cycling IBA |
| -------------------------------- | -------------------------------- | -------------------------------- |
| Num                              | Coureur                          | Pos                              |
| 161                              | Julen Amézqueta (ESP)            | 59e                              |
| 162                              | José María García Soriano (ESP)  | 52e                              |
| 163                              | Unai Esparza (ESP)               | 96e                              |
| 164                              | Pau Llaneras (ESP)               | 97e                              |
| 165                              | Sergi Darder (ESP)               | 103e                             |
| 166                              | Alex Molenaar (NED)              | 31e                              |
| 167                              | Gonzalo Ariño (ESP)              | 110e                             |

| Project Echelon Racing PEC | Project Echelon Racing PEC | Project Echelon Racing PEC |
| -------------------------- | -------------------------- | -------------------------- |
| Num                        | Coureur                    | Pos                        |
| 171                        | Richard Arnopol (USA)      | 73e                        |
| 172                        | Matthew Zimmer (USA)       | 87e                        |
| 173                        | Tyler Stites (USA)         | 36e                        |
| 174                        | Laurent Gervais (CAN)      | 77e                        |
| 175                        | Sam Boardman (USA)         | 98e                        |
| 176                        | Ethan Craine (NZL)         | AB-4                       |
| 177                        | Caleb Classen (USA)        | AB-4                       |